# Чудью
Чудью (устар. Чудь-Ю) — река в России, течёт по территории Усть-Куломского района Республики Коми. Устье реки находится в 75 км по правому берегу реки Тимшер на высоте 127 м над уровнем моря. Длина реки составляет 47 км.
В 14 км от устья по левому берегу реки впадает река Чудьювож.

## Данные водного реестра
По данным государственного водного реестра России, относится к Двинско-Печорскому бассейновому округу, водохозяйственный участок реки — Вычегда от истока до города Сыктывкар, речной подбассейн реки — Вычегда. Речной бассейн реки — Северная Двина.
Код объекта в государственном водном реестре — 03020200112103000014268.